# Autoionizzazione molecolare
L'autoionizzazione molecolare (o autoionizzazione) è la reazione tra molecole della stessa sostanza che produce ioni. Se un liquido puro si dissocia parzialmente in ioni, si dice essere auto-ionizzante. Il numero di ossidazione di tutti gli atomi in tali reazioni rimane invariato. L'autoionizzazione può essere protica (trasferimento H+), o non-protica.

## Esempi

### Solventi protici
I solventi protici spesso subiscono autoionizzazione:
2 H2O {\displaystyle \rightleftharpoons } H3O+ + OH− L'autoionizzazione dell'acqua è conosciuta molto bene, a motivo delle sue implicazioni per la chimica acido-base di soluzioni acquose.
2 NH3 {\displaystyle \rightleftharpoons } NH+4 + NH−2 
2 H2SO4 {\displaystyle \rightleftharpoons } H3SO+4 + HSO−4 
3 HF {\displaystyle \rightleftharpoons } H2F+ + HF−2  Qui il trasferimento di protoni tra due HF combina con omoassociazione di F− e un terzo HF per formare HF−2.

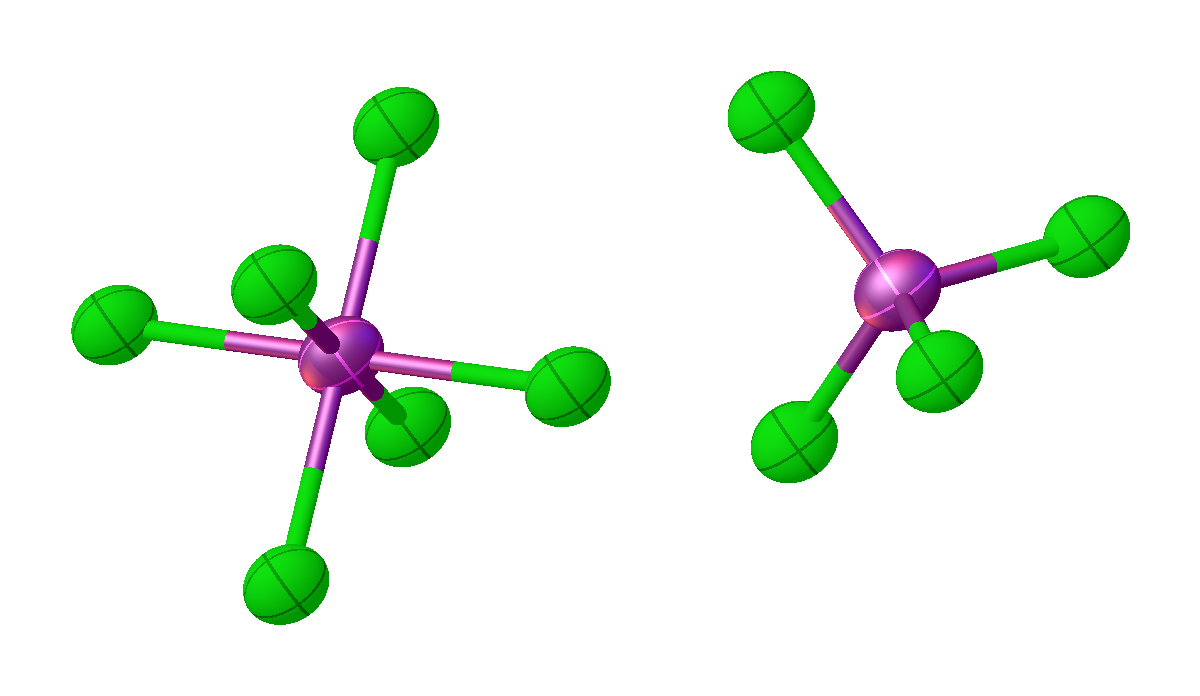
Struttura del pentacloruro di fosforo solido, autoionizza in PCl_{4}^{+} e PCl_{6}^{-}.

2 PCl5 {\displaystyle \rightleftharpoons } PCl−6 + PCl+4 Vedi figura accanto.

### Solventi non-protici
Anche i solventi non protici subiscono in misura minore autoionizzazione:
2 PF5 {\displaystyle \rightleftharpoons } PF−6 + PF+4
N2O4 {\displaystyle \rightleftharpoons } NO+ + NO−3 
2 BrF3 {\displaystyle \rightleftharpoons } BrF+2 + BrF−4

### Chimica di coordinazione
L'autoionizzazione non è limitata a liquidi o solidi puri. Le soluzioni di complessi metallici esibiscono questa proprietà.
Per esempio, composti del tipo FeX2(terpiridina) sono instabili per l'autoionizzazione producendo ioni del tipo [Fe(terpiridina)2]2+[FeX4]2−.